# ژیل بالکن
ژیل بالکن (انگلیسی: Jill Balcon; ۳ ژانویهٔ ۱۹۲۵ – ۱۸ ژوئیهٔ ۲۰۰۹) هنرپیشه اهل بریتانیا بود. او با سیسیل دی-لوئیس شاعر و رمان‌نویس بریتانیایی ازدواج کرده بود. دانیل دی-لوئیس بازیگر اهل انگلیس فرزند او است. او بخاطر تومور مغزی ۱۸ ژوئیه ۲۰۰۹ در سن ۸۴ سالگی درگذشت. 
از فیلم‌ها یا برنامه‌های تلویزیونی که وی در آن نقش داشته‌است می‌توان به شوهر ایده‌آل اشاره کرد.